# Rejon chołmogorski

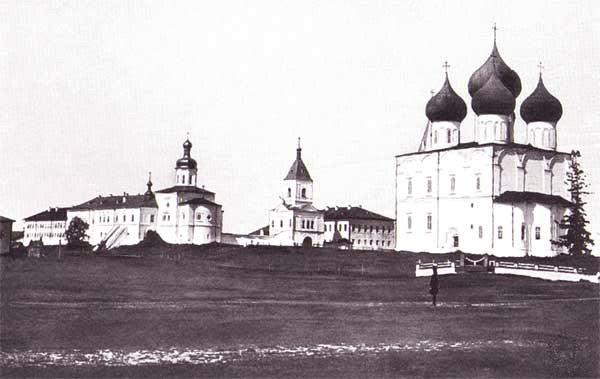
Ośrodek administracyjny rejonu – Chołmogory

Rejon chołmogorski (ros. Холмогорский район) – rejon w północnej Rosji, w obwodzie archangielskim.

## Położenie
Rejon, tak jak cały obwód archangielski, leży w północno-wschodniej Europie, na terenie Niziny Wschodnioeuropejskiej.
Rejon chołmogorski leży w środkowej części obwodu archangielskiego.

## Powierzchnia
Rejon ma powierzchnię 16,8 tys. km². Teren ten  stanowi równina, a znaczną 
jej część pokrywa tajga, złożona głównie z lasów świerkowych, w mniejszym stopniu sosnowych, z niewielką domieszką innych gatunków: jodły, modrzewia i drzew liściastych (głównie brzozy).
Na obszarze rejonu znajdują się liczne rzeki i strumienie (należące do zlewiska Morza Białego), a także bagna i torfowiska.

## Ludność
W rejonie zamieszkuje 30 797 osób (dane spisowe z 2002); liczba ta szybko spada w wyniku niskiego przyrostu naturalnego i wysokiej emigracji zarobkowej do dużych miast, zwłaszcza Moskwy. W 1989 populacja rejonu wynosiła 35 891 mieszkańców.
Ponieważ wyjeżdżają głównie ludzie młodzi, średnia wieku mieszkańców rejonu jest wysoka.
Niemal całą populację rejonu stanowią Rosjanie. Większość ludności wyznaje prawosławie, istnieje także spora liczba niewierzących.

## Stolica
Ośrodkiem administracyjnym jest historyczna wieś Chołmogory.

## Gospodarka
Gospodarka rejonu po rozpadzie ZSRR pogrążona jest w kryzysie.
Podstawowymi źródłami utrzymania dla mieszkańców rejonu są pozyskiwanie drewna dla potrzeb przemysłu, uprawa ziemi i hodowla, a w mniejszym stopniu także zajęcia tradycyjne – myślistwo i rybołówstwo. W większych ośrodkach osadniczych znajduje się drobny przemysł drzewny lub celulozowo-papierniczy, a także niewielkie zakłady przemysłu spożywczego, zatrudniające po kilka-kilkanaście osób (jak piekarnie czy masarnie), produkujące głównie na rynek lokalny.
Dość duże znaczenie w gospodarce rejonu odgrywa rolnictwo. Najczęściej uprawiane są zboża: głównie jęczmień i żyto, rzadziej owies, a także ziemniaki, rośliny pastewne oraz niektóre szybko rosnące gatunki warzyw.
Hodowla obejmuje typowe zwierzęta gospodarskie: bydło, trzodę chlewną i drób, oraz zwierzęta futerkowe: lisy polarne (pieśce), tchórze i norki.

## Klimat
W rejonie panuje klimat umiarkowany chłodny, o charakterze kontynentalnym. Zima jest długa i chłodna, lato krótkie i średnio ciepłe. W rejonie notuje się dość wysoki poziom opadów, głównie w postaci deszczu, którego największe nasilenie przypada na sierpień.